# John Chamberlain
John Chamberlain, född 16 april 1927, död 2011, var en amerikansk skulptör. 
Han är känd för att ha använt bildelar sammanfogade till abstrakta kollage.